# Tarun Gogoi
Tarun Gogoi (Jorhat, 11 ottobre 1934 – Guwahati, 23 novembre 2020) è stato un politico indiano, primo ministro di Assam dal 2001 al 2016.

## Biografia
Fu membro del Congresso Nazionale Indiano e portò il proprio partito a un record di tre vittorie elettorali nazionali consecutive: con i suoi 15 anni di servizio a capo del governo fu il primo ministro più longevo di Assam.
Gogoi è morto nel novembre del 2020 all'età di 86 anni per complicazioni da COVID-19.